# Publius Valerius Poplicola
Publius Valerius Poplicola (auch Publicola; „Volksfreund“ oder nach neuerer Deutung „Instruktor des Heeres“) († 503 v. Chr.) war ein Konsul in der Frühzeit der römischen Republik. Wie bei allen Personen dieser Zeit ist die Überlieferung als höchst fragwürdig anzusehen, so dass er mehr als sagenhafte denn als historische Figur gelten muss.
Die erhaltenen Hauptquellen zum Leben Poplicolas sind seine Darstellung im zweiten Buch von Titus Livius’ Geschichtswerk Ab urbe condita sowie im vierten und fünften Buch der Römischen Altertümer des Historikers Dionysios von Halikarnassos, ferner Plutarchs Biographie des Poplicola.
Noch auf dem Schlachtfeld übernahm der zweite Konsul nach dem Tod des Lucius Iunius Brutus die Führung. Poplicola zwang die Etrusker zum Rückzug. Er kehrte als siegreicher Feldherr nach Rom zurück und zog als Triumphator durch die Straßen. Spätere siegreiche Konsuln sollten diese Tradition fortführen.
Die politischen Gegner des Konsuls befürchteten, dass dieser wegen seiner großen Beliebtheit das Königtum wieder einführen würde. Doch er hatte keine derartigen Ambitionen. Er schuf unter anderem das Amt des Quästors, der die Finanzen Roms verwalten sollte. Poplicola konnte auch einen Großteil der Sabiner überzeugen, sich in Rom anzusiedeln. Einer dieser Stammesfürsten, der Sabiner Attus Clausus, war der Vorfahr der späteren Kaiser Tiberius und Claudius.
Die Beliebtheit des Konsuls war in der Bevölkerung so groß, dass er drei Mal wiedergewählt wurde. Nach der allerdings erst später erstellten Liste der römischen Konsuln (fasti consulares) war er Konsul in den Jahren 509, 508, 507 und 504 v. Chr. Im Jahr 503 v. Chr. fiel er im Kampf gegen einen Stamm der Sabiner. Ungeachtet seiner großen Bedeutung soll er so arm gestorben sein, dass die Bestattung aus Spenden finanziert wurde. Seine Nachfahren genossen während der nächsten Jahrhunderte hohes Ansehen in Rom. So durften die Valerier als einzige gens ihre Toten innerhalb der Stadtmauern beerdigen.
1787–88 verwendeten Alexander Hamilton, James Madison und John Jay den Namen „Publius“ als Pseudonym für ihre gemeinsame Autorenschaft der Federalist Papers, in denen sie sich für die Ratifizierung der von der Philadelphia Convention entworfenen Verfassung der Vereinigten Staaten aussprachen.